# Emsdetten

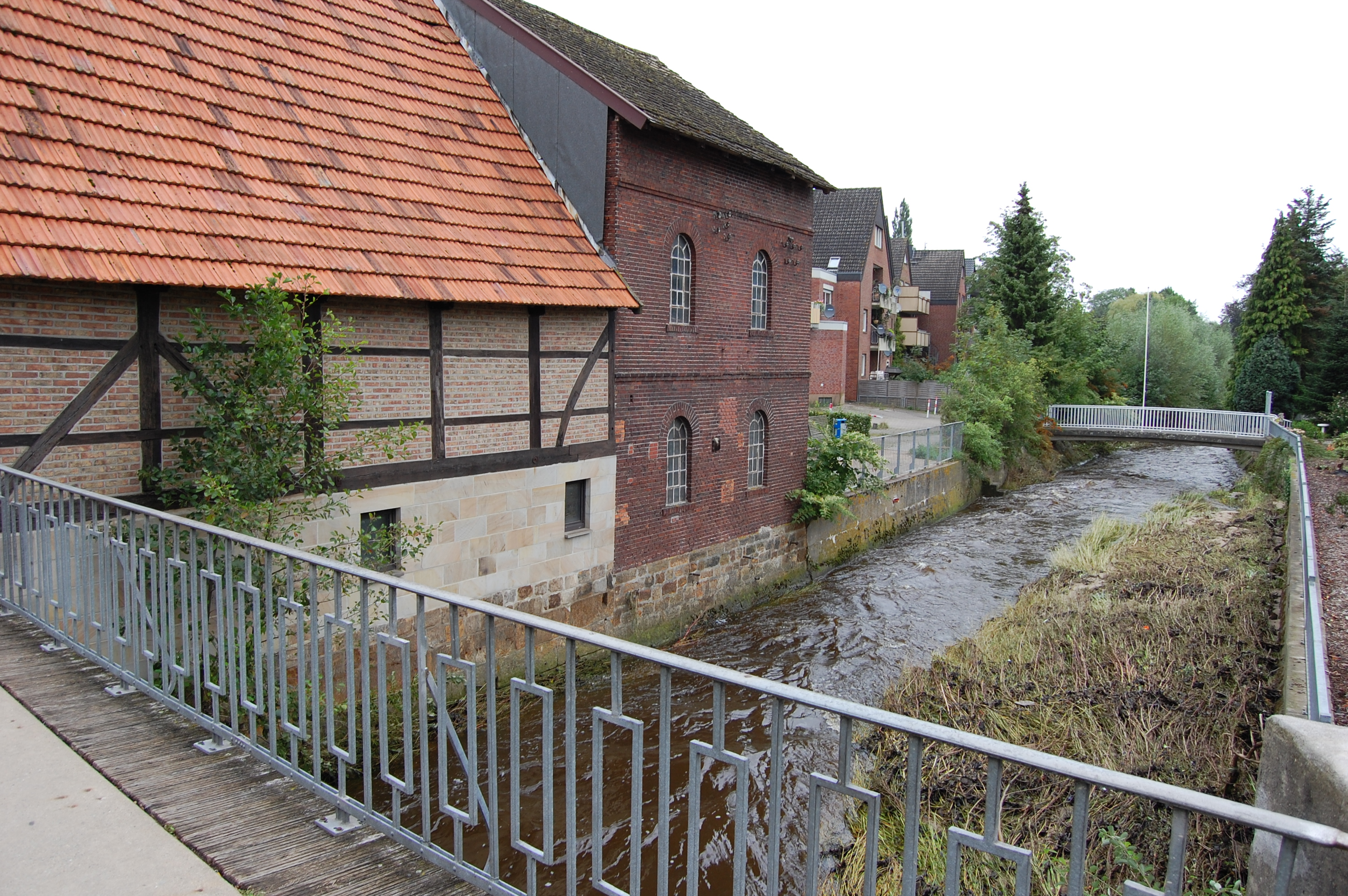
Emsdetten

Emsdetten es un pueblo en el distrito de Steinfurt, en Renania del Norte-Westfalia, Alemania.

## Geografía
Emsdetten se encuentra en el río Ems, aprox. 13 km al sureste de Rheine y 25 km al noroeste de Münster.

### Lugares vecinos
| - Rheine - Hörstel - Saerbeck - Greven | - Nordwalde - Steinfurt - Neuenkirchen |

## División de la ciudad
Emsdetten se compone de 8 distritos:
| - Emsdetten - Ahlintel - Austum - Hembergen | - Hollingen - Isendorf - Sinningen - Westum |

## Tiroteo en escuela de Emsdetten
El 20 de noviembre de 2006, a las 9:30 AM hora local, un exalumno de 18 años de edad (Bastian Bosse) graduado de 2005, ingresó en la Escuela Geschwister Scholl (una Realschule), disparando y accionando granadas de humo. 22 personas resultaron heridas. Más tarde fue encontrado muerto con una bala autoinfligida por arma de fuego en la cabeza. Había dejado una publicación en Internet y en un mensaje de vídeo de la sala de estar de sus padres, poco antes del ataque. El asesino declaró que odiaba a la gente y que se les enseñaba a ser un "perdedor" en su escuela. También dejó una nota suicida en su sitio web, que ahora esta borrada.
El evento generó renovadas exigencias para una prohibición de videojuegos violentos (llamados "Killerspiele", "killing games", por los políticos y medios de comunicación alemanes) en Alemania, desde que la policía determinó que Bosse "pasó la mayor parte de sus horas de vigilia" jugando un videojuego violento, Counter-Strike.